# Л. Френк Баум
Лајмен Френк Баум (енгл. Lyman Frank Baum; Читенанго, 15. мај 1856 — Холивуд, 6. мај 1919) познатији као Л. Френк Баум је био амерички дечји писац, познат широј публици по свом роману „Чаробњак из Оза“, који је доживео бројне позоришне, филмске и телевизијске адаптације.
После Лимана Френка Баума о Озу су писали и други писци, чиме се ово популарно дело сврстало међу класике дечје књижевности.

## Биографија
Лајмен Френк Баум рођен је 15. маја 1856. године у граду Читенангу, у америчкој држави Њујорк, као седмо од деветоро деце у породици мешовитог, немачког шкотско-ирског и енглеског порекла. Његов отац Бенџамин Ворд Баум био је нафтни магнат. Породица се 1861. године преселила у оближњу Сиракузу. После неколико успешних пословних прилика купио је велику фарму у близини које је био Дашчани пут (Plank Road), који су користили локални фармери, а на коме је дотрајале даске замењивала фирма „Tin Woodman” (Лимени дрвосеча), која је касније постала инспирација за лик који ће се појавити у Баумовој фикцији годинама касније.
Млади Франк је био крхко, осетљиво дете, мање физички активно од остале деце, због наизглед урођене срчане мане. Имао је срчане сметње, манифестоване синкопом, често изазване емоционалним стресом. Будући да су му родитељи обезбедили школовање код куће, Френк је у детињству имао мало другова. Много времена проводио је у очевој библиотеци. Читајући тада популарне дечје бајке, развио је одбојност према застрашујућим створењима и насиљу у њима, па је почео да их адаптира и даје другој деци на читање. Касније је почео да пише и сопствене приче.
Године 1869, са дванаест година, родитељи су га уписали у војну школу. Строга дисциплина и напорне вежбе биле су пренапорне за његово здравље, доживео је још један напад, па је школу напустио.
По повратку коћи отац му је купио штампарску пресу. Френк је, заједно са млађим братом Харијем, почео да издаје дневне новине у којима је, поред актуелних чланака, објављивао и своје приче и песме.
У двадесет петој години живота Френк почиње да се интересује за позориште. Након неуспешних покушаја да наступа у главним улогама, отац му је саградио позориште у Ричбургу (држава Њујорк). За ово позориште написао 1882. године је мелодраму „Слушкиња Аран”, за коју је компоновао и музику и у којој је играо главну улогу. Док је са трупом био на турнеји, позориште је изгорело, па су тада уништене и једине познате копије Баумовог сценарија.
Током периода у ком се бавио позориштем, Френк Баум је упознао Мод Гејџ, ћерку америчке сифражеткиње и борца за права америчких Индијанаца, Матилде Џослин Гејџ. Френк и Мод венчали су се у новембру 1882. У браку су добили четворо деце.
Позоришни живот напустио је 1883. године. Породица се сели у Абердин у Јужној Дакоти, где Френк покушава да се бави приватним послом. Отвара продавницу "Baum's Bazaar" (Баумов базар) која је пропала. После неколико неуспешних пословних покушаја почиње да пише литературу за децу, чиме је започета његова изузетна књижевна каријера. Kаријеру писца започео као новинар, прво у Абердину, а потом у Чикагу.
Френк Баум умро је 6. маја 1919. године. Подлегао је конгестивном затајењу срца у шездесет другој години. Сахрањен је у Глиндејлу, у Калифорнији.

## Књижевни рад
Лајмен Френк Баум написао је све укупно 55 романа, 83 кратке приче, 200 песама. Често је настојао да своја дела адаптира за позориште или филм. У својим причама предвидео је медије попут ТВ-а, лаптопа и бежичног телефона.
Његова прва књига, „Father Goose” („Отац Гусан”) објављена је 1899. године и постигла је комерцијални успех. Следеће године објавио је своје најпознатије дело, модерну бајку за децу Чудесни чаробњак из Оза објавио је 1900. године и она је постала једна од најчитанијих књига за децу. До данас је ова књига доживела превод на готово све светске језике. После овог великог хита о Чудесној земљи Оз написао је још 13 књига. Последњи роман из овог серијала, Глинда од Оза (Glinda of Oz), Баум је завршио буквално на смртној постељи.
У уводу романа „Чудесни чаробњак из Оза”, коју је посветио својој супрузи, Лајмен Френк Баум је написао:
| „ | ... старовремске бајке у дечјим библиотекама данас углавном налазе место као већ „историјско” штиво. Јер, приспело је време за појаву нових „чудесних прича”, из којих су дуси, патуљци и виле уклоњени, заједно са свим оним застрашујућим и језовитим збивањима што су их њихови творци смишљали како би појачали наравоученије сваке појединачне приповести. Савремено образовање већ увелико обухвата и моралне поуке; и стога данашње дете у чудесним причама тражи највећма забаву, с лакоћом занемарујући сва непријатна искуства. Са тим на уму, књигу „Чудесни чаробњак из Оза” написао сам пре свега да бих угодио данашњој деци. Њена је тежња да буде модерна бајка, у којој је очувано све чудесно и лепо, и из које је изгнано све нескладно и болно. | ” |

### Серијал књига о Земљи Оз
- Чаробњак из Оза (The Wonderful Wizard of Oz) (1900)
- Чаробна земља Оз (The Marvelous Land of Oz) (1904)
- Озма од Оза (Ozma of Oz) (1907)
- Дороти и чаробњак у Озу (Dorothy and the Wizard in Oz) (1908)
- Пут за Оз (The Road to Oz) (1909)
- Смарагдни град, престоница Оза (The Emerald City of Oz) (1910)
- Крпена девојка из Оза (The Patchwork Girl of Oz) (1913)
- Тиктак из Оза (Tik-Tok of Oz) (1914)
- Страшило из Оза (The Scarecrow of Oz) (1915)
- Ринкитинк у Озу (Rinkitink in Oz) (1916)
- Нестанак принцезе од Оза (The Lost Princess of Oz) (1917)
- Лимени дрвосеча из Оза (The Tin Woodman of Oz) (1918)
- Магија Оза (The Magic of Oz) (1919)
- Глинда од Оза (Glinda of Oz) (1920, објављен постхумно)

### Друга Баумова дела о земљи Оз
- Године 1905. објављен је и стрип са 27 прича Queer Visitors from the Marvelous Land of Oz (Чудни посетиоци из чаробне земље Оз), који није преведен на српски језик, као ни наредна дела.
- Такође 1905. објављена је књига The Woggle-Bug Book, која је дуго времена представљала раритети у Баумовој библиографији[9]
- Године 1913. објављена је збирка од 6 кратких прича Little Wizard Stories of Oz (Приче малог чаробњака из Оза)

Године 1921. објављена је The Royal Book of Oz]] (Краљевска књига Оза)која је постхумно приписана Бауму, али је заправо у потпуности дело америчке књижевнице Рут Пламли Томсон (Ruth Plumly Thompson), која је написала још деветнаест Оз књига. Осим ње, серијал о земљи Оз су током неколико година наставили да пишу и други аутори.